# كورتيز (كولورادو)
كورتيز (بالإنجليزية: Cortez, Colorado)‏ هي مدينة تقع في مقاطعة مونتيزوما بولاية كولورادو في الولايات المتحدة. تبلغ مساحتها 14.3 (كم²)، وترتفع عن سطح البحر 1887 م، بلغ عدد سكانها 8482 نسمة في عام 2010 حسب إحصاء مكتب تعداد الولايات المتحدة وتصل الكثافة السكانية فيها 557.8 نسمة/كم2.

## أعلام
- إيرا س. أوينز
- تشاك نيفيت

## وصلات خارجية
- City of Cortez